# Paroisse de Fuveau
La paroisse de Fuveau, située dans le département des Bouches-du-Rhône, environ 25 km à l’est d’Aix-en-Provence, est l’une des 120 paroisses de l'Archidiocèse d'Aix-en-Provence, lequel est une circonscription territoriale de l'Église catholique romaine en France.
La paroisse correspond géographiquement à la ville de Fuveau, ce qui lui donne une superficie de 30,02 km2 et selon le dernier recensement[Lequel ?], une population de 8 838 habitants.

## L’histoire de la paroisse

### Période antique
L’Abbé Chaillan a mené une exploration consciencieuse et patiente, à travers la vaste campagne de Fuveau, dont  il ressort clairement que les premiers habitants furent des Celto-Ligures, visités par les civilisations de Massalia et de Rome (Fermiers et maîtres gallo-romains résidaient dans les villas et leurs dépendances disséminées dans les campagnes. Il n’y avait de véritables associations locales, de communautés proprement dites, que dans les villes. Quant aux villages, ils ne se sont formés plus tard qu’autour des établissements féodaux et ecclésiastiques).
Henri de Gérin-Ricard confirme les découvertes de l’abbé Chaillan : « À l’est de Fuveau et avant d’arriver à Château-l’Arc, au quartier du Castellas près Bellevue, la Statistique nous apprend qu’on découvrit de nombreux tombeaux en tuiles, quelques fragments de sarcophages en plomb, et avec eux des monnaies romaines du haut et du bas-empire. On y aurait trouvé plus récemment un ex-voto représentant un masque où figure en terre cuite ».

### Période médiévale
Sous l’Empire romain, plusieurs villas « Gallo-romaines » occupent le territoire de Fuveau admirablement situé au bord de la voie aurélienne. 
La 1re agglomération fuvelaine aurait vu le jour vers le Ve siècle, quand la population se serait regroupée sur les hauteurs autour de la chapelle Saint-Michel, fondée par les Bénédictins, pour former un castrum fortifié.  Thèse qui n’est validée par aucune découverte archéologique, aucune substruction, sur le site. Par contre, on sait que le cimetière communal fut maintenu autour de la chapelle jusqu’en 1742.
Dès le IXe siècle, les habitants s’installent sur le piton de la Rocaoudo, plus facile à défendre, où est actuellement dressée l'église du village.  
Au XIe siècle existaient ainsi deux églises, possessions de l’abbaye St Victor à Marseille. Les moines de Saint-Victor procèdent aux XIe et XIIe siècles à d’immenses défrichements aux alentours, de nouvelles familles arrivent et travaillent pour l’abbaye. 
Le village est fortifié par de solides remparts au XIVe siècle. Les murs de l’enceinte, épais de 1,50 m, dont on devine quelques vestiges le long de la rue, étaient percés seulement de deux portes, la porte Mounet-Miou à l’ouest et la porte Barbière (ou Bassac) au midi. La porte principale n’existe plus, cependant la porte secondaire (Bassac) est encore visible.
Les vieux quartiers se sont donc articulés autour de l'église et de l'ancien château des Peyssonel, demeure des principaux seigneurs de Fuveau.

### Période moderne
En 1504 « l’université des hommes de Fuveau », c’est-à-dire la population ayant à sa tête les administrateurs du pays, des hommes probes, des chefs de famille considérés, comme les laboureurs et forgerons Jacques Barthélémy, Pierre Caudier, Jean Ribot, etc., demandent et obtiennent des conditions plus douces pour la location du four féodal situé aux « establons » de la rue de Nice.
Les guerres de religion et de partis obligent à réparer fréquemment les remparts, et cette place de Fuveau, avec ses remarquables fortifications naturelles, devient importante, à cette époque de luttes incessantes.
Avec le règne pacificateur de Henri IV, les ruines se relèvent, la peur s’éloigne, les campagnes sont habitées, les industries surgissent, la tenue des archives progresse. 
Achard, dans son article sur Fuveau, écrivait en 1787 :
« Fuveau compte 900 habitants : le patron de la paroisse est Saint-Michel-Archange dont la fête se célèbre le 29 septembre avec romérage. Un capitaine et un enseigne et quelques tambours marchent à la tête de la procession qui va le matin à la chapelle rurale de ce saint patron. Le soir est consacré aux danses, aux prix des courses, etc. Le village est mal bâti et situé sur le penchant d’une colline. Son territoire produit l’huile, le blé, le vin, la résine de pin ; les mines de charbon de terre qui s’y trouvaient en quantité ont été exploitées…
Il y a dans le territoire de Fuveau des carrières de pierres de Cos dont on se sert pour aiguiser les faucilles qui servent à la moisson (leis ouramès), d’où est venu aux Fuvelens le nom d’amourès. »
La paroisse est desservie par un curé à la nomination de MM. Les comtes de Saint-Victor de Marseille, et par un vicaire.

### Période contemporaine
Hormis la culture du sol, le village puise ses ressources dans l'extraction du charbon qui, avant de se développer en l'industrie minière dans la deuxième partie du XIXe siècle, a commencé de façon artisanale avec les descenderies. 
Dans les archives d'état civil et notariales du village, au XVIIe et surtout au XVIIIe siècle, les charbonniers sont légion. 
Une quarantaine de ces descenderies sont répertoriées sur Fuveau dont une majorité au quartier des Planes;  les règles de sécurité font que les autorités s'empressent de combler ces emplacements dès qu’ils sont découverts. 
XIXe siècle, quelques dates :
- 1816 -   Mission extraordinaire donnée par le Père de Mazenod et ses Oblats. Elle dura tout le mois de septembre et suscita une foule de conversions dans le pays et ses environs. Presque personne ne manquât. Impossible de quitter l’église avant minuit, et le premier exercice du matin commençait à 3 heures et demie. Pour pouvoir venir à bout de ce travail exorbitant, les missionnaires finirent par dire aux habitants de Gréasque et de Saint-Savournin, qu’après la clôture, ils viendraient chez eux.
- 1828 - La foire de Saint-Michel est fixée au 11 septembre.
- 1837 - Sous l’administration de Joseph Long fut changé le cimetière. Le nouveau, situé au quartier de Mon-Plaisir, fut béni solennellement le 11 juin.
- 1840/41 - Erection de l’École des Sœurs du Saint-Nom de Jésus.
- 1851 - Le conseil municipal assemblé le 4 mai, « approuve le plan et le projet de construction de l’église, tels que le curé Joubert les lui a présentés, et l’autorise à remplir toutes les formalités nécessaires ».
- 1853 - 4 septembre /  Pose de la première pierre de l’église paroissiale de Fuveau. Curé, Pierre Joubert.
- 1854 - Bénédiction de l’église, le 4 octobre, sous le vocable de Saint Michel.
- 1873 - Erection de l’école libre des Frères Maristes.
- 1875 - le 4 octobre, Monseigneur Forcade consacre l’église de Fuveau. Autour du curé Joubert, devenu chanoine titulaire après 35 ans passés à Fuveau, forment, comme un cadre fraternel, MM. Armand, directeur des mines, Biver, ingénieur en chef, Ch. Vlaminck, maître d’école. Celui-ci, durant 40 ans (1822-1862 ), seconde admirablement son pasteur dans la formation intellectuelle et morale des enfants, et laisse dans le pays un souvenir impérissable de probité, de dévouement, de piété, de bon exemple…[non neutre]

## Le patrimoine sacré

### L’église primitive Saint-Michel
L’église paroissiale Saint-Michel de Fuveau est la troisième du nom. La première fut construite vers l’an 800 par quelques moines qui attirèrent autour de leur ermitage un premier village. Il y a encore quelques années, les paroissiens s’y rendaient pour l’Ascension et pour la fête de la Saint Michel.
C’est au XIe siècle que la population émigre vers la colline voisine, la « Rocaudo », pour se mettre à l’abri des remparts et des défenses naturelles du castrum qui s’y est déjà implanté. Une église y est construite. D’abord simple nef voûtée, elle connaîtra de nombreux agrandissements, les derniers en 1765, 1810 et 1825, pour  y accueillir une population exponentielle appelée par le développement de l’exploitation des mines de charbon.

### La nouvelle église Saint-Michel
La première pierre fut posée le 4 septembre 1853. Elle est visible à l’angle de la rue du Figuier. Un an après, l’édifice est clos et couvert. Le Père Pierre Joubert y célèbre la messe le 4 octobre 1854, et, le 4 octobre 1875, Monseigneur Forcade, Archevêque d’Aix-en-Provence, consacre l’église, entouré des prêtres du pays ainsi que de ceux qui avaient exercé le Saint Ministère.

### La chapelle Saint-Michel

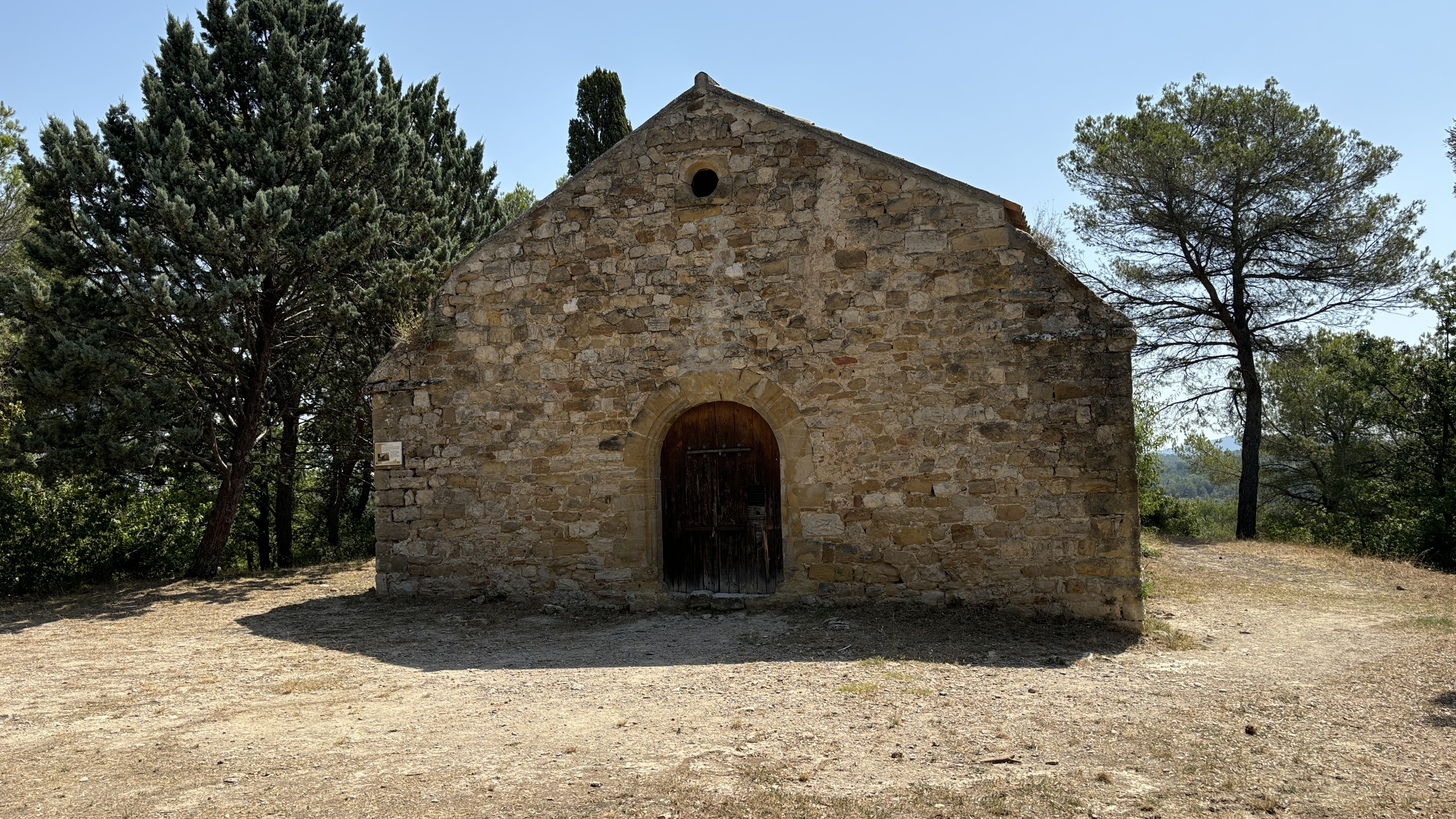
Chapelle Saint-Michel

La tradition fait remonter au VIIIe siècle l’établissement du premier village de Fuveau autour du site de cette chapelle. Le 18 juillet 1098 Foulque, prévôt de l’église d’Aix, confirme les possessions que l’abbaye de Saint Victor avait dans le diocèse et ce document fait mention de deux églises à Fuveau : la paroissiale et celle de Saint Michel, sous le vocable « Ecclesia Sancti Michaelis ».
En 1498, la chapelle est rebâtie, l’abside «romane», la voûte en berceau brisé renforcée de deux doubleaux, les voûtes néogothiques de la partie « hors abside » peuvent laisser supposer un agrandissement de la chapelle initiale à cette époque.
En 1677, la chapelle est complètement réparée et consolidée par Masse, entrepreneur de maçonnerie. Le cimetière attenant, qui se situait au Sud-Est et au-dessous de la chapelle, cimetière civil dû à son statut d’église paroissiale mais aussi cimetière monastique, fut interdit par l’évêque d’Aix en 1742, transféré sur l'emplacement de l'actuel monument aux morts (ancienne place Neuve) puis sur le site actuel en 1847.
En 1982, la chapelle est inscrite au titre des monuments historiques.
Dévotion à Saint Michel
Texte retrouvé parmi les écrits de l'historien Marcel Provence dans un broché L’offrande des fruits de Provence :
« Le jour de l'Ascension et celui de St Michel, patron de Fuveau, on se rendait en procession à la chapelle Saint-Michel ; en tête de la procession, jusqu'en 1792, marchait le capitaine suivi des  abat de la Jouvenço, des enseignes, des élus de la ville, escortés chacun par 4 officiers, lesquels officiers avaient à leur suite, chacun 4 hommes. »

### La chapelle Saint-Roch

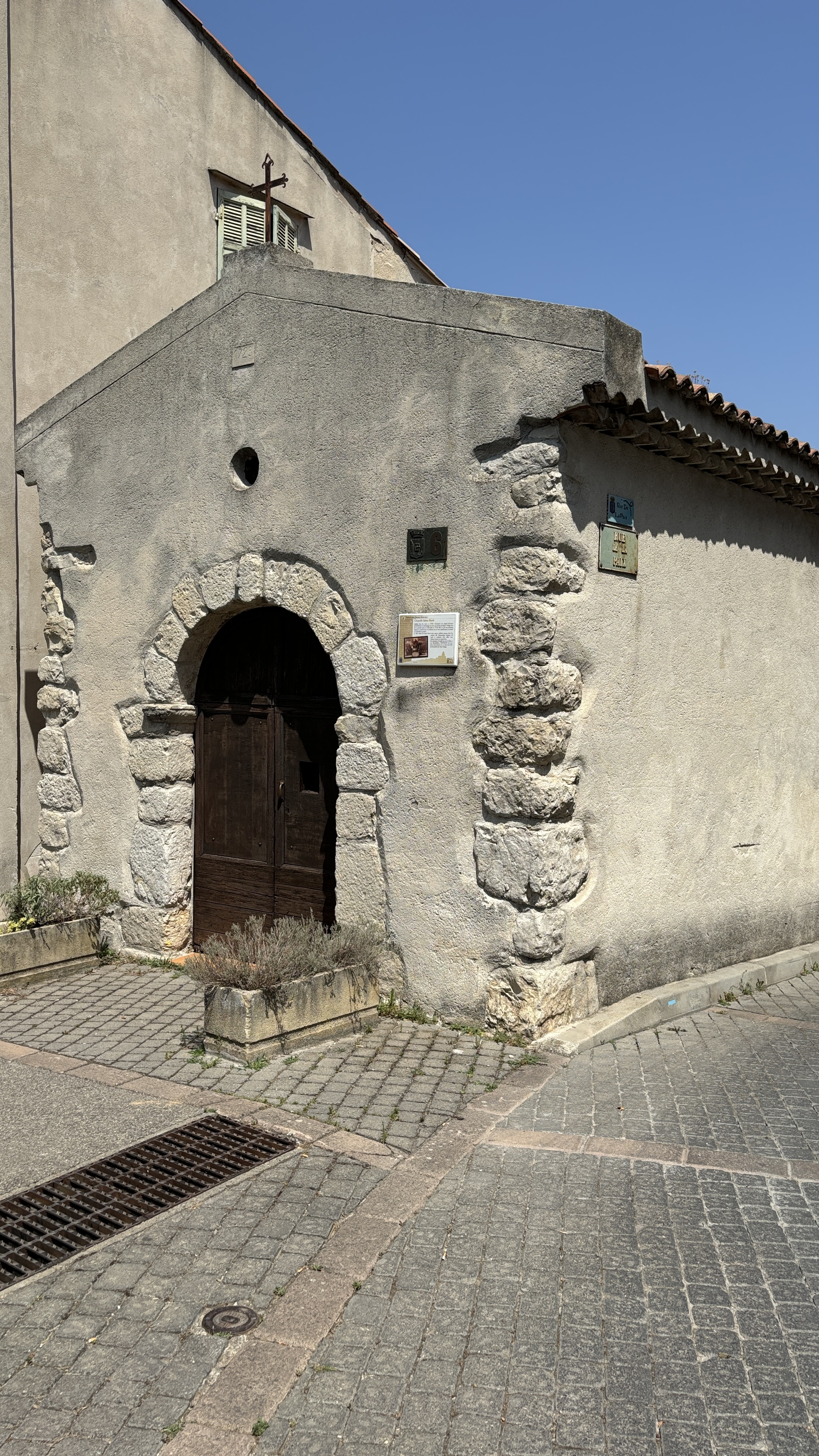
Chapelle Saint-Roch.

Lors de l’épisode de la peste en 1720, le vicaire Rossolin suggéra de confier la paroisse à celui que l’on connaissait comme un rempart contre les épidémies.  Il se dévoua à ses paroissiens de Fuveau en 1720 et 1721, leur donna les meilleurs conseils d’hygiène et surtout les consacra à saint Roch. Brisé par l’âge et la maladie, il dut rester un an sans rien faire, et s’éteignit le 30 mars 1722.
Un ancien ex-voto a été conservé sur lequel on peut lire : 
« Honorat Jourdan étant consul en l'année 1720, la peste étant dans la Province, le peuple ayant recours au glorieux saint Roch, ce lieu a été préservé de ce mal et en mémoire cette chapelle a été édifiée des aumônes que le sieur Jourdan a ramassées des bonnes gens et il a fait faire ce tableau avec sa famille ».
Sont représentés, le saint en majesté, le consul avec sa mère, sa femme et ses six enfants.

### La chapelle Saint-Jean-Baptiste dite Saint Jean de Mélissane
Entre La Barque et Châteauneuf-le-Rouge, la plus vieille chapelle rurale de Fuveau se dresse, sobre et isolée, dans les champs.
Au Moyen Âge, Jean-Baptiste appelé Jean le Moissonneur par les populations rurales, faisait l’objet d’un culte fervent comme protecteur des récoltes.
Les Templiers (XIIe-XIIIe siècle) possédaient des terres à cet endroit, et ils furent probablement les constructeurs de cette chapelle romane. Contrairement aux autres lieux de culte de la vallée, cet important prieuré, attesté depuis le XIVe siècle dans divers actes, ne dépendait alors pas de l’abbaye Saint Victor, mais de celle de Montmajour (évêché d’Arles). Son influence se maintint du Moyen Âge au XVIIe siècle.
Un pèlerinage est maintenu autour du 24 juin et parfois suivi d'un aïoli pris en commun, c’est une très ancienne tradition du village qui se faisait à pied dans passé, au son des fifres et des "bachas", gros tambours (à ne pas confondre avec le tambourin, en français une bacholle).

## L’Unité Pastorale Fuveau et  Châteauneuf-le-Rouge
L’Unité Pastorale regroupe les deux paroisses de Fuveau, et  Châteauneuf-le-Rouge. Elle fut créée en 2018. Le curé, Régis Curral, habite à Fuveau, il est assisté d'un diacre permanent, Michel Antoine.